# (31869) 2000 EF101
2000 إي أف 101 (ويعرف أيضًا باسم (31869) 2000 إي أف 101 وفق تسمية الكوكب الصغير) (بالإنجليزية: 2000 EF101)‏ هو كويكب ضمن حزام الكويكبات؛ وترتيبه 31869 من حيث الاكتشاف.
اكتُشف هذا الجُرم الفلكي بواسطة سبيس واتش في 8 مارس 2000.

## وصلات خارجية
- (31869) 2000 EF101 في قاعدة بيانات مختبر الدفع النفاث لأجرام النظام الشمسي الصغيرة

- الاكتشاف · مخطط المدار ·  العناصر المدارية · المعلمات المادية

- (31869) 2000 EF101 على موقع ويكي سكاي: DSS2, SDSS, GALEX, IRAS, Hydrogen α, X-Ray, Astrophoto, Sky Map, Articles and images